# Ryujiro Ueda
Ryujiro Ueda (født 29. januar 1988) er en japansk fodboldspiller, som spiller for den japanske fodboldklub Roasso Kumamoto.